# Didrik Arup Seip

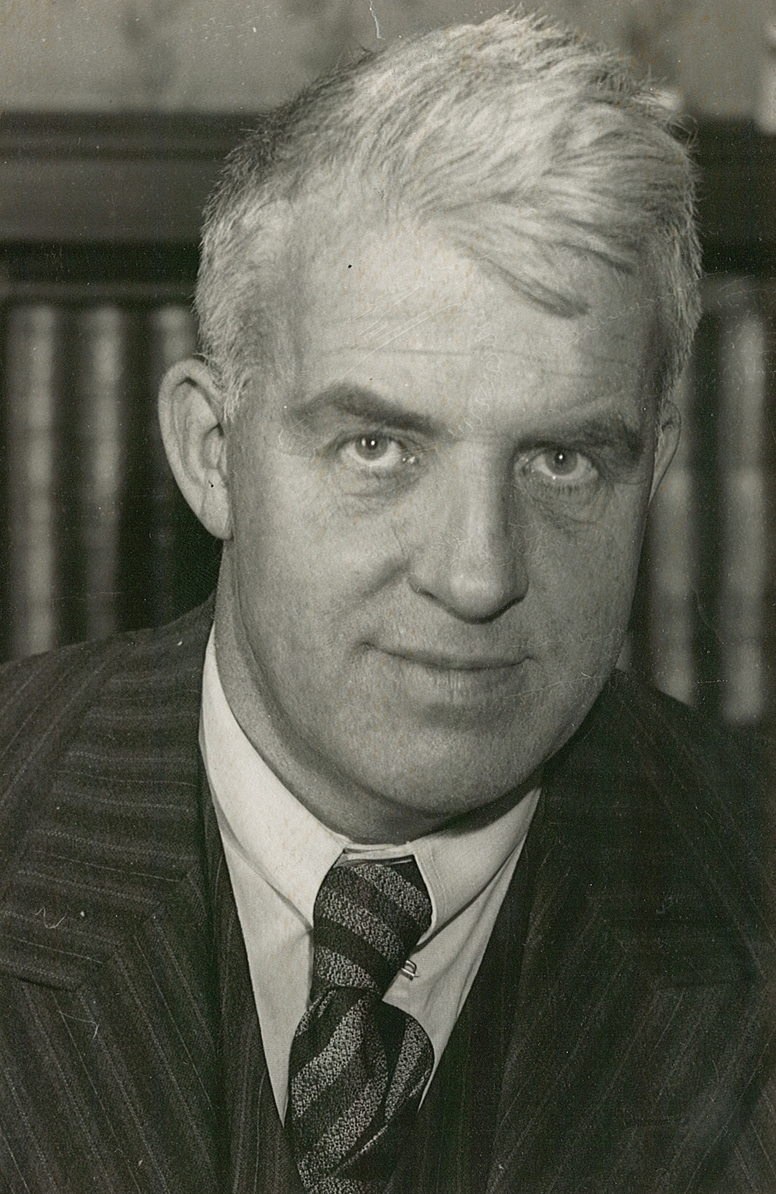
Didrik Arup Seip

Didrik Arup Seip (* 31. August 1884 in Hobøl; † 3. Mai 1963 in Bærum) war ein norwegischer Linguist für nordgermanische Sprachen sowie Professor und Rektor der Universität Oslo.
Seip, ein Sohn des Pfarrers Jens Laurits Arup Seip (1852–1913) und dessen Frau Marie Fredrikke Aubert (1853–1931), wuchs in Åseral auf. Nach dem Schulabschluss in Stavanger 1902 studierte er Nordische Sprachen an der Universität Oslo, wo er 1916 zum Dr. phil. promoviert wurde und noch im selben Jahr eine Professur erhielt. Seine Forschungen waren vor allem der Geschichte der Norwegischen Sprache im Mittelalter und der norwegischen Literatur des 19. Jahrhunderts (Henrik Ibsen, Henrik Wergeland) gewidmet.
1937 wurde Seip Rektor der Osloer Universität. Wegen dort möglicherweise stattgefundener Proteste gegen die deutsche Besatzungsmacht in der Zeit des Milchstreiks wurde er am 11. September 1941 seines Amtes enthoben und zunächst im Polizeihäftlingslager Grini und ab April 1942 im KZ Sachsenhausen interniert. Nach Fürsprache durch den schwedischen Forscher Sven Hedin und des völkischen Germanisten Joseph Otto Plassmann wurde er zum Jahreswechsel 1942/43 entlassen. Anschließend blieb Seip aber in Deutschland und erhielt einen Forschungsauftrag von Himmlers Forschungsgemeinschaft Ahnenerbe, in der Plassmann eine führende Position bekleidete.
Nach der deutschen Besetzung war Seip im April 1940 eines der sieben Mitglieder des kurzzeitig mit der Verwaltung Norwegens betrauten Verwaltungsausschusses.
Seip gehörte zu den Herausgebern des Norwegischen biografischen Lexikons und wurde am 8. April 1938 in die Königlich Dänische Akademie der Wissenschaften aufgenommen. Ebenfalls 1938 erhielt er die Ehrendoktorwürde der Universität Hamburg und 1945 die der Sorbonne; im selben Jahr wurde er mit dem Großkreuz des Sankt-Olav-Ordens ausgezeichnet.
Seip war ab 1914 mit Johanne Louise Karoline Remmer (1892–1966) verheiratet. Der Osloer Professor für Pädiatrie Ola Didrik Saugstad ist ein Enkel von Seip.